# ريتشارد شيلر
ريتشارد شيلر (بالإنجليزية: Richard Scheller)‏ هو عالم كيمياء حيوية وعالم أعصاب أمريكي، ولد في 30 أكتوبر 1953 في ميلواكي في الولايات المتحدة.